# Пугач узамбарський
Пугач узамбарський (Bubo vosseleri) — вид птахів з роду пугач (Bubo), родини совових. Поширений в  Танзанії. Зустрічається у тропічних та субтропічних лісах Усамбарських гір.

## Опис
Довжина тіла: 45–48 сантиметрів. Вага: 770—1052 г. Птаха з короткими, коричневими, скуйовдженими вушними пасмами. Самиці в середньому на 150 г важчі за самців. Зверху оперення темно-оранжево-коричневого кольору, за винятком чорно-коричневих маківці, шиї, крил і хвоста. Верхня частина грудей світло-вохрова зі щільними плямами темно-коричневого забарвлення, а внизу стає блідо-оранжево-коричнюватою, з від білувато до тьмяно жовтими цятками й із нерегулярними темними смугами. Лицьовий диск оранжево-рудий з дуже помітним чорнувато-коричневим гребенем. Очі тьмяні від жовтувато-оранжевих до оранжево-коричневих. Дзьоб блідо-блакитнуватий з довгими темними щитинками навколо основи. Лапи вкриті пір'ям до основи брудно-жовтувато-сірих пальців, які мають темні кігті. Пухнасті пугаченята є білуватими. 

## Поведінка
Здобич різноманітна, від більших членистоногих до малих ссавців, птахів, рептилій і жаб.
Гнізда з яйцями були знайдені в жовтні, грудні, січні та лютому. Непридатна до польоту молода птиця спостерігалася у квітні.

## Поширення
Ендемік пн.-сх. Танзанії. Населяє гірські ліси на висотах від 900 до 1500 м н.р.м, але трапляється також нижче — до 200 м. Виду загрожує втрата місця проживання.